# 世の中どこ見てんのよ!?ジャリバラ!
『世の中どこ見てんのよ!?ジャリバラ!』（よのなかどこみてんのよ ジャリバラ）は、2005年10月8日から2006年3月11日までフジテレビ系列で毎週土曜 23:28頃 - 翌0:00 （『ブンブンサタデー』第2部）に放送されていたバラエティ番組。

## 概要
放送週の直近の社会事象を毎週2件程度ピックアップし、ジャーナリスト役の青木さやかとMEGUMIたちがそこに秘められた問題についてロケ取材で斬り込むという内容で放送。スタジオパートでは、ロケVTRを紹介しながら青木たち計4人がトークをしていた。当初は社会事件にまつわること全般を取り上げていたが、2006年2月11日放送分からは企画の趣旨を若干変更し、トピックを恋愛がらみに絞るようになった。
番組タイトルにある「ジャリバラ」とは、「ジャーナリズム（評論）のバラエティー」という意味合いを込めた造語で、タイトルロゴにはそれを和製英語化した "Journalism Variety" と、その頭文字を取って略した "JV!" が添えられていた。
2006年1月1日には1時間半の生放送スペシャルが放送された。

## 出演者

### ジャーナリスト（リポーター）
このうち青木とMEGUMIは、2005年9月まで同じ枠で放送されていた『ブログタイプ』からの継続出演者である。スタッフにも同番組から引き続き担当している者がいた。
- 青木さやか - メイン司会を担当。
- MEGUMI - レギュラー。当初は御意見番扱いだったが、後にジャーナリスト役に転向。
- 濱口優（よゐこ） - 準レギュラー。当初は御意見番扱いだったが、後にジャーナリスト役に転向。
- 竹山隆範 - 準レギュラー。当初は御意見番扱いだったが、後にジャーナリスト役に転向。
- 斉藤舞子（フジテレビアナウンサー） - 準レギュラー。

### 御意見番
週替わりで1人が出演。
- 中村慶一郎
- 宮崎哲弥
- 宮川俊二
- 諸星裕
- 湯浅卓

### ナレーター
- 坂上みき
- 茂木淳一

## スタッフ
- テーマソング：「We Got The Beat」/GO-GO's
- ロケ技術：辻稔
- AP （アシスタントプロデューサー）：谷陽子（NET WEB）、木月洋介
- ディレクター：渡辺剛（NET WEB）、浅野克己、岡部統一、松村耕平
- 制作プロデューサー：辻村たろう（NET WEB）
- プロデューサー・演出：石井浩二
- チーフプロデューサー：清水宏泰
- 制作：フジテレビバラエティ制作センター